# Papercut
"Papercut" is een nummer van de alternatieve rockgroep Linkin Park. Het werd uitgebracht als derde single afkomstig van het album Hybrid Theory, het debuutalbum van de band maar heeft geen release in de Verenigde Staten gekregen.

## Achtergrondinformatie
"Papercut" werd in 2001 uitgebracht als single. Het nummer gaat over iemand die last heeft van paranoia ("...paranoia is all that I got left...") en zich afvraagt waarom dit gebeurt en waarom juist hij. Ook waarschuwt deze anderen dat zij hier ook last van kunnen hebben. Zanger Chester Bennington heeft toegegeven dat dit zijn meest favoriete nummer is op het album.
"Papercut" is een middelharde uptemponummer met een drumintro. De coupletten bestaan uit de snelle rapvocalen van Mike Shinoda (vergelijkbaar met het latere "Faint") en enkele gefluisterde woorden van Bennington. Ook het refrein en de brug worden gezongen door Bennington. Tijdens concerten bevatten de refreinen achtergrondzang van Shinoda. De basgitaar speelt tijdens de eerste twee refreinen hetzelfde. In het laatste refrein echter, wordt deze gitaar intensiever gebruikt en speelt het een andere ritme, waardoor het een grotere rol op de voorgrond gaat spelen. Hetzelfde geldt voor de elektrische gitaar maar deze speelt in het laatste refrein een mindere rol dan in de eerste twee. Tijdens live-uitvoeringen wordt de zin "something in here's not right today" veranderd in "something inside's not right today". Ook schreeuwt Bennington de woorden die hij op de albumversie fluistert.
Op de remixalbum van Linkin Park Reanimation staat een remix van "Papercut" genaamd "Ppr:Kut", dat geremixt is door DJ Cheapshot, de diskjockey van de Styles of Beyond. Enkele elementen van het nummer zijn gebruikt in het liedje "Sold My Soul to Yo Mama" dat op de fanclub-ep Linkin Park Underground 4.0 staat, Verder is "Papercut" gemashed met Jay-Z's "Big Pimpin'" op de mash-up ep Collision Course.

## Videoclip
De videoclip speelt zich af in een spookhuis, in een gedimde kamer met een schilderij van een baby achter op de muur. De baby is de cover van de Xero-tape. De schilderij is de nacht ervoor door Mike Shinoda gemaakt. De leadgitarist Brad Delson zit op een bank en bespeelt een akoestische gitaar en bassist Phoenix op een akoestische basgitaar speelt. Het is de eerste videoclip waar Delson zijn hoofdtelefoons niet op heeft. Drummer Rob Bourdon zit op de bankstel, maar is niet aan het drummen. Aan de rechterkant bevindt zich een donkere keuken met een mysterieus persoon erin. Aan de linkerkant is een soort laboratorium met een vreemd wezen erin, dat zich snel voortbeweegt. Op de brug van het nummer, laat het wezen insecten los, waarschijnlijk drakenvliegen, terwijl de tekening van de baby op de achtergrond opbolt. Het gezicht van Bourdon smelt met behulp van special effects. Ook is er een beeld van een vogel waarvan het hoofd begint te tollen. Op een gegeven moment strekken de vingers van Shinoda zich uit. De enige die de vreemde dingen opmerkt is Bourdon.
De videoclip is geregisseerd door Nathan "Karma" Cox en de dj van de band Joseph Hahn.
Tijdens het commentaar dat tijdens de videoclip gehoord kan worden op de dvd Frat Party at the Pankake Festival zeggen de regisseurs dat er inspiratie is gehaald uit de film Jacob's Ladder.

## Tracklist
1. "Papercut" - 03:05
2. "Points of Authority" (Live) 03:25
3. "Papercut" (Live at Docklands Arena, London) - 03:12
4. "Papercut" (muziekvideo op cd-rom) Bonus